# Ovsenica
Ovsenica (pahovka, lat. Arrhenatherum), rod trajnica iz porodice travovki klasificirana subtribusu Aveninae. Raširena je po Europi, zapadnoj Aziji i sjevernoj Africi (Alžir). Postoji 7 priznatih vrsta, a u Hrvatskoj je prisutna samo visoka ovsenica ili francuski ljulj. Neke vrste uvezene sau u Ameriku, Australiju i Novi Zeland.

## Vrste
1. Arrhenatherum album (Vahl) Clayton
2. Arrhenatherum calderae A.Hansen
3. Arrhenatherum elatius (L.) P.Beauv. ex J.Presl & C.Presl
4. Arrhenatherum kotschyi Boiss.
5. Arrhenatherum longifolium (Thore) Dulac
6. Arrhenatherum palaestinum Boiss.
7. Arrhenatherum pallens (Link) Link